# Старосамборская городская община
Старосамборская городская общи́на (укр. Старосамбірська міська громада) — территориальная община в Самборском районе Львовской области Украины.
Административный центр — город Старый Самбор.
Население составляет 21 312 человек. Площадь — 341 км².

## Населённые пункты
В состав общины входит 1 город (Старый Самбор), 1 посёлок (Старая Соль) и 24 села:
- Бачина
- Беличи
- Великая Линина
- Великоселье
- Волошиново
- Воля
- Завадка
- Кобло
- Лавров
- Морозовичи
- Поток
- Росохи
- Созань
- Сосновка
- Спас
- Старая Ропа
- Страшевичи
- Стрельбичи
- Сушица
- Твари
- Тершев
- Тихая
- Торгановичи
- Торчиновичи